# Надосаляхадыта
Надосаляхадыта (устар. Надосале-Хадыта) — река в России, протекает по Ямало-Ненецкому АО. Устье реки находится в 144 км по правому берегу реки Пур. Длина реки составляет 146 км.

## Притоки
- 17 км: река без названия
- 35 км: Мородотояха
- 43 км: река без названия
- 60 км: Харвутаяха
- 64 км: река без названия
- 70 км: Хадылаваяха
- 89 км: река без названия
- 94 км: Варкъяха
- 102 км: река без названия
- 117 км: Нюдя-Надосаляхадыта

## Данные водного реестра
По данным государственного водного реестра России относится к Нижнеобскому бассейновому округу, водохозяйственный участок реки — Пур, речной подбассейн реки — подбассейн отсутствует. Речной бассейн реки — Пур.
Код объекта в государственном водном реестре — 15040000112115300061289.